# Barnabas Friday Akanmidu
Barnabas Friday Akanmidu (* 1. April 1993 in Otu Kabba) ist ein nigerianischer Fußballspieler.

## Karriere
Barnabas Friday Akanmidu stand bis Ende 2015 bei Manaw Myay FC in Myanmar unter Vertrag. Wo er vorher gespielt hat, ist unbekannt. Der Verein aus Myitkyina spielte in der höchsten Liga des Landes, der Myanmar National League. Am Ende der Saison musste der Verein als Tabellenelfter in die zweite Liga absteigen. Nach dem Abstieg verließ er den Verein und schloss sich Anfang 2016 den Zweitligisten Sagaing United aus Monywa an. 2017 wurde er mit Sagaing Vizemeister und stieg somit in die erste Liga auf. Bei Saigang stand er bis Mitte 2020 unter Vertrag. Wo er von Juli 2020 bis Juni 2024 spielte, ist unbekannt. Am 1. Juli 2024 unterschrieb er einen Vertrag beim bhutanischen Verein Daga United FC.